# 245 (numero)
Duecentoquarantacinque (245) è il numero naturale dopo il 244 e prima del 246.

## Proprietà matematiche
- È un numero dispari.
- È un numero composto con 6 divisori: 1, 5, 7, 35, 49 e 245. Poiché la somma dei suoi divisori (escluso il numero stesso) è 97 < 245, è un numero difettivo.
- È un numero 26-gonale.
- È un numero stella octangulare.
- È un numero malvagio.
- Può essere espresso in un modo come somma di due quadrati, e in tre modi diversi come differenza di due quadrati: 245=14²+7²=21²-14²=27²-22²=123²-122².
- È parte delle terne pitagoriche (84, 245, 259), (147, 196, 245), (245, 588, 637), (245, 840, 875), (245, 1188, 1213), (245, 4284, 4291), (245, 6000, 6005), (245, 30012, 30013).
- È un numero congruente.

## Astronomia
- 245P/WISE è una cometa periodica del sistema solare.
- 245 Vera è un asteroide della fascia principale del sistema solare.

## Astronautica
- Cosmos 245 è un satellite artificiale russo.

## Altri ambiti
- +245 è il prefisso telefonico internazionale della Guinea-Bissau.
- Nello standard MARC per la catalogazione bibliografica, è il numero di variabile che identifica il titolo dell'elemento. Molti software librari non accettano input se il campo 245 rimane vuoto.
- 245T o 2,4,5,-T sono acronimi per l'acido-2,4,5-triclorofenossiacetico.
- Secondo il libro di Neemia, è il numero di cantanti ebrei che ritornarono dalla cattività babilonese.